# Neocleobis solitarius
Genre
Espèce
Synonymes
- Ammotrecha solitaria Banks, 1902

Neocleobis solitarius, unique représentant du genre Neocleobis, est une espèce de solifuges de la famille des Ammotrechidae.

## Distribution
Cette espèce est endémique des îles Galápagos. Elle se rencontre sur les îles Isabela, Santa Cruz, Santa Fé et Santiago.

## Description
L'holotype mesure 10 mm.

## Publications originales
- Banks, 1902 : Papers from the Hopkins Stanford Galapagos Expedition; 1898-1899. VII. Entomological Results (6). Arachnida. With field notes by Robert E. Snodgrass. Proceedings of the Washington Academy of Science, vol. 4, p. 49-86 (texte intégral).
- Roewer, 1934 : Solifuga, Palpigrada. Dr. H.G. Bronn's Klassen und Ordnungen des Thier-Reichs, wissenschaftlich dargestellt in Wort und Bild. Akademische Verlagsgesellschaft M. B. H., Leipzig. Fünfter Band: Arthropoda; IV. Abeitlung: Arachnoidea und kleinere ihnen nahegestellte Arthropodengruppen, vol. 4, p. 1-723 (texte intégral).